# Robert Belgrade
Robert Belgrade es un músico y actor de voz estadounidense. Es famoso por hacer la voz de Alucard en el doblaje original al inglés del juego Castlevania: Symphony of the Night y por hacer la voz del anunciador en varias entradas en la serie Tekken.

## Educación
Robert Belgrade asistió a la universidad Ali Akbar College of Music y empezó sus estudios en música clásica occidental, piano y flauta; después, estudió saxofón e improvisación musical con  John Handy. También estudió música vocal con Ali Akbar Khan y el tabla con Alla Rakha, Zakir Hussain y Swapan Chaudhuri. Actualmente reside en Berkeley, California, e interpreta una amplia gama de géneros musicales, incluyendo R&B, jazz, música Latina y Música Hindú. Además de la música, Robert conoce sobre muchos otros temas, siendo considerado una persona con cultura.

## Actuación de Voz
Robert Belgrade trabajó regularmente como actor de voz en videojuegos desde 1995. Sin embargo, a partir del año 2007 no se le ha visto como participante de ningún videojuego.
Belgrade mantenía un sitio web con información sobre su música y sus participaciones como actor de voz en www.belgrademusic.com. Por razones desconocidas, el sitio web dejó de funcionar después de 2009 y desde entonces no ha sido reactivado.

## Filmografía

### Televisión
- Press Start Adventures (2007) - Rick

### Videojuegos
- Tekken (1995): Anunicador (no acreditado)
- Tekken 2 (1995): Anunicador
- Star Ocean (1996): Capitán
- Soul Blade (1996): Voces Adicionales
- Winter Heat (1997): Anunicador
- Castlevania: Symphony of the Night (1997): Alucard
- Tenchu: Stealth Assassins (1998): Narrador
- Kurushi Final: Mental Blocks (1998): Voz
- Soulcalibur (1999): Voz (no acreditado)
- Shenmue (1999): Pedro
- Dynasty Warriors 2 (2000): Voces Adicionales
- Silpheed: The Lost Planet (2000): Voz de Reparto
- Tekken Tag Tournament (2000): Anunicador (no acreditado)
- GunGriffon Blaze (2000): Voz
- WinBack: Covert Operations (2001): Voces Adicionales
- Sky Odyssey (2001): Narrador
- Shenmue II (2001): Cool Z
- Mega Man X7 (2003): Signas
- Way of the Samurai 2 (2003): Goshiro Muto
- Transformers (2003): Optimus Prime, Soundwave
- Silent Hill 4: The Room (2004): Joseph Schreiber (no acreditado)
- Tekken 5 (2005): Anunicador
- Lunar Knights (2006): Stoker
- Tekken: Dark Resurrection (2007):Anunicador